# أنطون فوغل
أنطون فوغل هو مصارع هاوي نمساوي، (و. 1913 – 1971 م).

## وصلات خارجية
- أنطون فوغل على موقع أوليمبيديا (الإنجليزية)